# Inocencio XII
Inocencio XII (Spinazzola, 13 de marzo de 1615-Roma, 27 de septiembre de 1700) fue 242.º papa de la Iglesia católica desde el 12 de julio de 1691 hasta su muerte en 1700.

## Orígenes y formación
Nacido Antonio Francesco Gennaro Maria Pignatelli del Rastrello, en el seno de una distinguida familia napolitana que dio varios cardenales a la Iglesia. Sus padres fueron Francesco Pignatelli, marqués de Spinazzola, y Porzia Carafa, princesa de Minervino, de la casa ducal de Andria. Entre sus familiares están los Pons nombrados durante siglos por sus miembros más destacados, ya sea por haber dado a luz a bastardos de reyes o por sus numerosos títulos. 
Fue educado en la escuela de los jesuitas de Roma y posteriormente en el Collegio Romano, donde en 1637 se doctoró en derechos civil y canónico.

## Carrera eclesiástica
A los veintiún años ya se convirtió en un oficial de la corte del papa Urbano VIII. En 1643 fue nombrado referendario del Tribunal de la Signatura Apostólica y vice-legado papal en el ducado de Urbino. En 1645 fue gobernador de la ciudad de Fano y al año siguiente inquisidor general de Malta. En 1650 fue nombrado gobernador de la ciudad de Viterbo.

### Episcopado y cardenalato
El 27 de octubre de 1652, en Roma, fue consagrado arzobispo titular de Larissa, con una dispensa especial pues no había recibido orden sacerdotal alguno.  Sucesivamente fue nombrado nuncio en el Gran Ducado de Toscana (1652), en Polonia (1660) y en Austria (1668). En 1671 fue nombrado obispo de Lecce con el título de arzobispo ad personam. En 1673 regresó a Roma para ocupar el cargo de secretario de la Congregación de los Obispos y prefecto de los cubiculi de Su Santidad.
El 1 de septiembre de 1681 fue nombrado cardenal del título de S. Pancrazio y seguidamente obispo de Faenza, siempre manteniendo el grado de arzobispo ad personam. En 1684 fue designado legado papal en la ciudad de Bolonia y en 1686 fue trasladado a la sede archiepiscopal de Nápoles. Asistió a los cónclaves de 1689 y 1691, resultando elegido papa en este último.

## Papado

### Elección

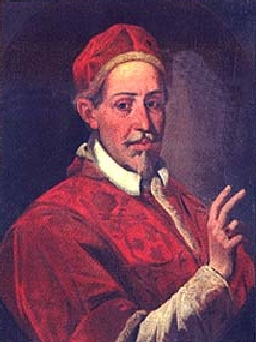
Inocencio XII.

A la muerte del papa Alejandro VIII el cónclave estuvo deliberando durante cinco meses, hasta que apareció Pignatelli como candidato de consenso entre los cardenales partidarios de Francia y los del Sacro Imperio Romano Germánico. Fue elegido el 12 de julio de 1691 y tres días después fue coronado en la Patriarcal Basílica Laterana el cardenal Urbano Sacchetti, protodiácono de S. Maria in Via Lata.

### Actuación pontifical

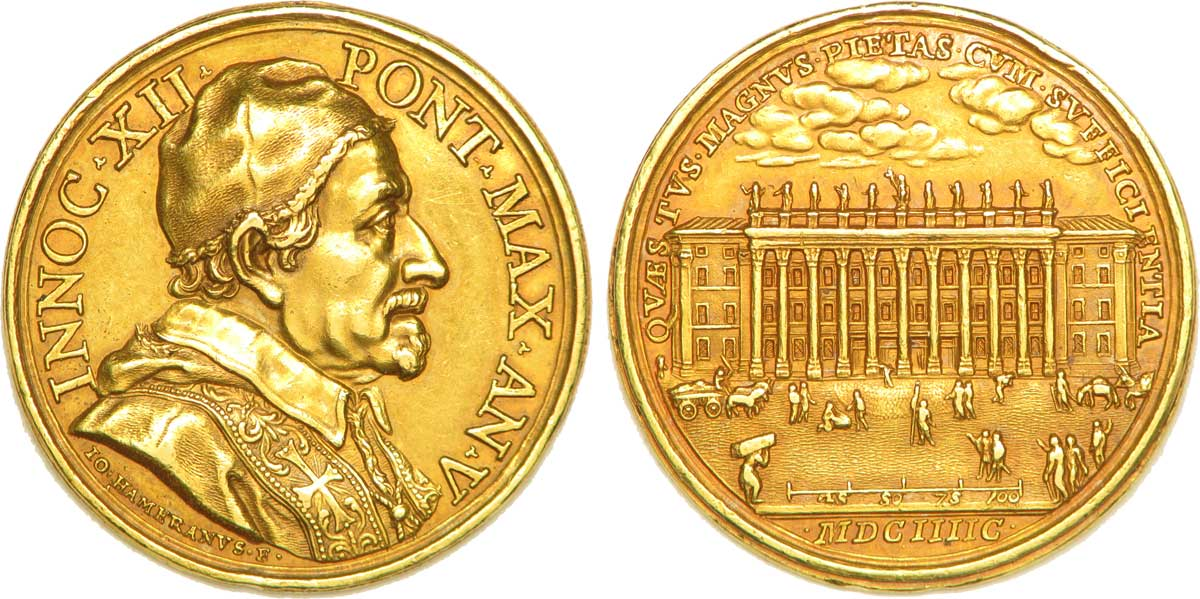
Inocencio XII, 1695

Se mostró firmemente contrario al nepotismo, el cual había sido por demasiado tiempo uno de los mayores escándalos del papado. Mediante la bula Romanum decet Pontificem de 1692 prohibió a los papas que a partir de entonces que cedieran territorios, cargos o prebendas a parientes. Establecía además que solo uno de los familiares directos del papa podía ser elevado a cardenal.
Al mismo tiempo analizó a fondo y prohibió las prácticas simoniacas de la Cámara Apostólica, y en conexión con esto introdujo un estilo de vida más simple y económico como premisa para entrar en la corte papal. Decía que 'los pobres eran sus sobrinos', comparando su beneficencia pública con el nepotismo de muchos de sus predecesores.
Introdujo varias reformas político-administrativas en los Estados de la Iglesia y creó el Forum Innocentianum para optimizar la justicia.
A pesar de haber sido elegido como candidato de consenso entre las potencias católicas que se disputaban la primacía europea, el pontificado de Inocencio XII acabó pareciéndose al de buena parte de sus predecesores debido a que estuvo marcado por el favoritismo hacia Francia, apoyó la sucesión de los Borbones en España, sobre el Sacro Imperio Romano.

### Canonizaciones
Durante su pontificado Inocencio XII canonizó a María de Cervelló (1692).
En 1697 reconoció el culto a María de la Cabeza, esposa de san Isidro labrador, mediante una bula y sin canonización formal.

## Muerte

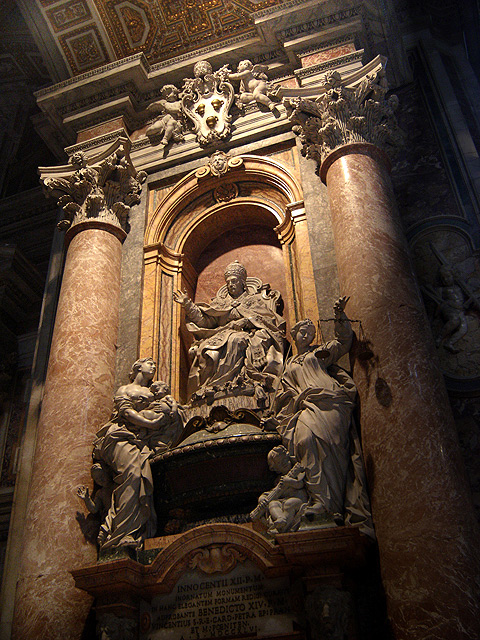
Tumba de Inocencio XII

Inocencio XII murió en Roma el 27 de septiembre de 1700 y fue sepultado en la basílica de San Pedro dentro de un austero sarcófago de mármol que él mismo había dispuesto. No obstante, en 1746 el cardenal Vincenzo Petra, obispo de la sede suburbicaria de Palestrina y camarlengo, ordenó y sufragó la ornamentación de la tumba según el estilo de la época.
Fue el último Papa que llevó bigote y barba.
Las profecías de San Malaquías se refieren a este papa como Rastrum in porta (El rastrillo en la puerta), cita que al parecer hace referencia a que era originario de la casa Pignatelli del Rastello (Rastello = "rastrillo")